# Coupe de France de rugby à XIII 2004-2005
Navigation
Édition précédente Édition suivante
La Coupe de France de rugby à XIII 2005 est organisée durant la saison 2004-2005. La compétition à élimination directe met aux prises des clubs français. L'édition est remportée par l'Union treiziste catalane.

## Phase finale
|  | Huitièmes de finale      | Huitièmes de finale      | Huitièmes de finale             | Huitièmes de finale |                          |                          | Quarts de finale        | Quarts de finale        | Quarts de finale        | Quarts de finale        |  |  | Demi-finales                  | Demi-finales                  | Demi-finales                  | Demi-finales                  |  |  | Finale                          | Finale                          | Finale                          | Finale                          |
|  |                          |                          |                                 |                     |                          |                          |                         |                         |                         |                         |  |  |                               |                               |                               |                               |  |  |                                 |                                 |                                 |                                 |
|  | Le 9 janvier 2005        | Le 9 janvier 2005        | Le 9 janvier 2005               | Le 9 janvier 2005   |                          |                          | Le 6 mars 2005 à Limoux | Le 6 mars 2005 à Limoux | Le 6 mars 2005 à Limoux | Le 6 mars 2005 à Limoux |  |  | Le 9 avril 2005 à Carcassonne | Le 9 avril 2005 à Carcassonne | Le 9 avril 2005 à Carcassonne | Le 9 avril 2005 à Carcassonne |  |  | Stade Albert-Domec, Carcassonne | Stade Albert-Domec, Carcassonne | Stade Albert-Domec, Carcassonne | Stade Albert-Domec, Carcassonne |
|  | Union Treiziste Catalane | Union Treiziste Catalane | 17                              | 17                  |                          |                          | Le 6 mars 2005 à Limoux | Le 6 mars 2005 à Limoux | Le 6 mars 2005 à Limoux | Le 6 mars 2005 à Limoux |  |  | Le 9 avril 2005 à Carcassonne | Le 9 avril 2005 à Carcassonne | Le 9 avril 2005 à Carcassonne | Le 9 avril 2005 à Carcassonne |  |  | Stade Albert-Domec, Carcassonne | Stade Albert-Domec, Carcassonne | Stade Albert-Domec, Carcassonne | Stade Albert-Domec, Carcassonne |
|  | Union Treiziste Catalane | Union Treiziste Catalane | 17                              | 17                  |                          |                          | Le 6 mars 2005 à Limoux | Le 6 mars 2005 à Limoux | Le 6 mars 2005 à Limoux | Le 6 mars 2005 à Limoux |  |  | Le 9 avril 2005 à Carcassonne | Le 9 avril 2005 à Carcassonne | Le 9 avril 2005 à Carcassonne | Le 9 avril 2005 à Carcassonne |  |  | Stade Albert-Domec, Carcassonne | Stade Albert-Domec, Carcassonne | Stade Albert-Domec, Carcassonne | Stade Albert-Domec, Carcassonne |
|  | Pia                      | Pia                      | 16                              | 16                  |                          |                          | Le 6 mars 2005 à Limoux | Le 6 mars 2005 à Limoux | Le 6 mars 2005 à Limoux | Le 6 mars 2005 à Limoux |  |  | Le 9 avril 2005 à Carcassonne | Le 9 avril 2005 à Carcassonne | Le 9 avril 2005 à Carcassonne | Le 9 avril 2005 à Carcassonne |  |  | Stade Albert-Domec, Carcassonne | Stade Albert-Domec, Carcassonne | Stade Albert-Domec, Carcassonne | Stade Albert-Domec, Carcassonne |
|  | Pia                      | Pia                      | 16                              | 16                  | Union Treiziste Catalane | Union Treiziste Catalane | 66                      | 66                      |                         |                         |  |  | Le 9 avril 2005 à Carcassonne | Le 9 avril 2005 à Carcassonne | Le 9 avril 2005 à Carcassonne | Le 9 avril 2005 à Carcassonne |  |  | Stade Albert-Domec, Carcassonne | Stade Albert-Domec, Carcassonne | Stade Albert-Domec, Carcassonne | Stade Albert-Domec, Carcassonne |
|  | Le 9 janvier 2005        |                          |                                 |                     | Union Treiziste Catalane | Union Treiziste Catalane | 66                      | 66                      |                         |                         |  |  | Le 9 avril 2005 à Carcassonne | Le 9 avril 2005 à Carcassonne | Le 9 avril 2005 à Carcassonne | Le 9 avril 2005 à Carcassonne |  |  | Stade Albert-Domec, Carcassonne | Stade Albert-Domec, Carcassonne | Stade Albert-Domec, Carcassonne | Stade Albert-Domec, Carcassonne |
|  |                          |                          | Villefranche                    | Villefranche        | 0                        | 0                        |                         |                         |                         |                         |  |  | Le 9 avril 2005 à Carcassonne | Le 9 avril 2005 à Carcassonne | Le 9 avril 2005 à Carcassonne | Le 9 avril 2005 à Carcassonne |  |  | Stade Albert-Domec, Carcassonne | Stade Albert-Domec, Carcassonne | Stade Albert-Domec, Carcassonne | Stade Albert-Domec, Carcassonne |
|  | Villefranche             | Villefranche             | Villefranche                    | Villefranche        | 0                        | 0                        | ?                       | ?                       |                         |                         |  |  | Le 9 avril 2005 à Carcassonne | Le 9 avril 2005 à Carcassonne | Le 9 avril 2005 à Carcassonne | Le 9 avril 2005 à Carcassonne |  |  | Stade Albert-Domec, Carcassonne | Stade Albert-Domec, Carcassonne | Stade Albert-Domec, Carcassonne | Stade Albert-Domec, Carcassonne |
|  | Villefranche             | Villefranche             | Le 6 mars 2005 à Albi           |                     |                          |                          | ?                       | ?                       |                         |                         |  |  | Le 9 avril 2005 à Carcassonne | Le 9 avril 2005 à Carcassonne | Le 9 avril 2005 à Carcassonne | Le 9 avril 2005 à Carcassonne |  |  | Stade Albert-Domec, Carcassonne | Stade Albert-Domec, Carcassonne | Stade Albert-Domec, Carcassonne | Stade Albert-Domec, Carcassonne |
|  | ?                        | ?                        | ?                               | ?                   |                          |                          |                         |                         |                         |                         |  |  | Le 9 avril 2005 à Carcassonne | Le 9 avril 2005 à Carcassonne | Le 9 avril 2005 à Carcassonne | Le 9 avril 2005 à Carcassonne |  |  | Stade Albert-Domec, Carcassonne | Stade Albert-Domec, Carcassonne | Stade Albert-Domec, Carcassonne | Stade Albert-Domec, Carcassonne |
|  | ?                        | ?                        | ?                               | ?                   | Union Treiziste Catalane | Union Treiziste Catalane | 26                      | 26                      |                         |                         |  |  |                               |                               |                               |                               |  |  | Stade Albert-Domec, Carcassonne | Stade Albert-Domec, Carcassonne | Stade Albert-Domec, Carcassonne | Stade Albert-Domec, Carcassonne |
|  | Le 9 janvier 2005        |                          |                                 |                     | Union Treiziste Catalane | Union Treiziste Catalane | 26                      | 26                      |                         |                         |  |  |                               |                               |                               |                               |  |  | Stade Albert-Domec, Carcassonne | Stade Albert-Domec, Carcassonne | Stade Albert-Domec, Carcassonne | Stade Albert-Domec, Carcassonne |
|  |                          |                          | Toulouse                        | Toulouse            | 10                       | 10                       |                         |                         |                         |                         |  |  |                               |                               |                               |                               |  |  | Stade Albert-Domec, Carcassonne | Stade Albert-Domec, Carcassonne | Stade Albert-Domec, Carcassonne | Stade Albert-Domec, Carcassonne |
|  | Toulouse                 | Toulouse                 | Toulouse                        | Toulouse            | 10                       | 10                       | ?                       | ?                       |                         |                         |  |  |                               |                               |                               |                               |  |  | Stade Albert-Domec, Carcassonne | Stade Albert-Domec, Carcassonne | Stade Albert-Domec, Carcassonne | Stade Albert-Domec, Carcassonne |
|  | Toulouse                 | Toulouse                 | Le 10 avril 2005 à Saint-Estève |                     |                          |                          | ?                       | ?                       |                         |                         |  |  |                               |                               |                               |                               |  |  | Stade Albert-Domec, Carcassonne | Stade Albert-Domec, Carcassonne | Stade Albert-Domec, Carcassonne | Stade Albert-Domec, Carcassonne |
|  | Aspet                    | Aspet                    | ?                               | ?                   |                          |                          |                         |                         |                         |                         |  |  |                               |                               |                               |                               |  |  | Stade Albert-Domec, Carcassonne | Stade Albert-Domec, Carcassonne | Stade Albert-Domec, Carcassonne | Stade Albert-Domec, Carcassonne |
|  | Aspet                    | Aspet                    | ?                               | ?                   | Toulouse                 | Toulouse                 | 62                      | 62                      |                         |                         |  |  |                               |                               |                               |                               |  |  | Stade Albert-Domec, Carcassonne | Stade Albert-Domec, Carcassonne | Stade Albert-Domec, Carcassonne | Stade Albert-Domec, Carcassonne |
|  | Le 9 janvier 2005        |                          |                                 |                     | Toulouse                 | Toulouse                 | 62                      | 62                      |                         |                         |  |  |                               |                               |                               |                               |  |  | Stade Albert-Domec, Carcassonne | Stade Albert-Domec, Carcassonne | Stade Albert-Domec, Carcassonne | Stade Albert-Domec, Carcassonne |
|  |                          |                          | Lézignan                        | Lézignan            | 15                       | 15                       |                         |                         |                         |                         |  |  |                               |                               |                               |                               |  |  | Stade Albert-Domec, Carcassonne | Stade Albert-Domec, Carcassonne | Stade Albert-Domec, Carcassonne | Stade Albert-Domec, Carcassonne |
|  | Lézignan                 | Lézignan                 | Lézignan                        | Lézignan            | 15                       | 15                       | ?                       | ?                       |                         |                         |  |  |                               |                               |                               |                               |  |  | Stade Albert-Domec, Carcassonne | Stade Albert-Domec, Carcassonne | Stade Albert-Domec, Carcassonne | Stade Albert-Domec, Carcassonne |
|  | Lézignan                 | Lézignan                 | Le 5 mars 2005 à Carcassonne    |                     |                          |                          | ?                       | ?                       |                         |                         |  |  |                               |                               |                               |                               |  |  | Stade Albert-Domec, Carcassonne | Stade Albert-Domec, Carcassonne | Stade Albert-Domec, Carcassonne | Stade Albert-Domec, Carcassonne |
|  | Albi                     | Albi                     | ?                               | ?                   |                          |                          |                         |                         |                         |                         |  |  |                               |                               |                               |                               |  |  | Stade Albert-Domec, Carcassonne | Stade Albert-Domec, Carcassonne | Stade Albert-Domec, Carcassonne | Stade Albert-Domec, Carcassonne |
|  | Albi                     | Albi                     | ?                               | ?                   | Union treiziste catalane | Union treiziste catalane | 31                      | 31                      |                         |                         |  |  |                               |                               |                               |                               |  |  |                                 |                                 |                                 |                                 |
|  | Le 9 janvier 2005        |                          |                                 |                     | Union treiziste catalane | Union treiziste catalane | 31                      | 31                      |                         |                         |  |  |                               |                               |                               |                               |  |  |                                 |                                 |                                 |                                 |
|  |                          |                          | Limoux                          | Limoux              | 12                       | 12                       |                         |                         |                         |                         |  |  |                               |                               |                               |                               |  |  |                                 |                                 |                                 |                                 |
|  | Limoux                   | Limoux                   | Limoux                          | Limoux              | 12                       | 12                       | 44                      | 44                      |                         |                         |  |  |                               |                               |                               |                               |  |  |                                 |                                 |                                 |                                 |
|  | Limoux                   | Limoux                   |                                 |                     |                          |                          |                         | 44                      |                         |                         |  |  |                               |                               |                               |                               |  |  |                                 |                                 |                                 |                                 |
|  | Sainte-Livrade           | Sainte-Livrade           | 10                              | 10                  |                          |                          |                         |                         |                         |                         |  |  |                               |                               |                               |                               |  |  |                                 |                                 |                                 |                                 |
|  | Sainte-Livrade           | Sainte-Livrade           | 10                              | 10                  | Limoux                   | Limoux                   | 21                      | 21                      |                         |                         |  |  |                               |                               |                               |                               |  |  |                                 |                                 |                                 |                                 |
|  | Le 9 janvier 2005        |                          |                                 |                     | Limoux                   | Limoux                   | 21                      | 21                      |                         |                         |  |  |                               |                               |                               |                               |  |  |                                 |                                 |                                 |                                 |
|  |                          |                          | Saint-Gaudens                   | Saint-Gaudens       | 0                        | 0                        |                         |                         |                         |                         |  |  |                               |                               |                               |                               |  |  |                                 |                                 |                                 |                                 |
|  | Saint-Gaudens            | Saint-Gaudens            | Saint-Gaudens                   | Saint-Gaudens       | 0                        | 0                        | ?                       | ?                       |                         |                         |  |  |                               |                               |                               |                               |  |  |                                 |                                 |                                 |                                 |
|  | Saint-Gaudens            | Saint-Gaudens            | Le 6 mars 2005 à Pia            |                     |                          |                          | ?                       | ?                       |                         |                         |  |  |                               |                               |                               |                               |  |  |                                 |                                 |                                 |                                 |
|  | Carcassonne              | Carcassonne              | ?                               | ?                   |                          |                          |                         |                         |                         |                         |  |  |                               |                               |                               |                               |  |  |                                 |                                 |                                 |                                 |
|  | Carcassonne              | Carcassonne              | ?                               | ?                   | Limoux                   | Limoux                   | 86                      | 86                      |                         |                         |  |  |                               |                               |                               |                               |  |  |                                 |                                 |                                 |                                 |
|  | Le 9 janvier 2005        |                          |                                 |                     | Limoux                   | Limoux                   | 86                      | 86                      |                         |                         |  |  |                               |                               |                               |                               |  |  |                                 |                                 |                                 |                                 |
|  |                          |                          | Salses                          | Salses              | 20                       | 20                       |                         |                         |                         |                         |  |  |                               |                               |                               |                               |  |  |                                 |                                 |                                 |                                 |
|  | Salses                   | Salses                   | Salses                          | Salses              | 20                       | 20                       | 45                      | 45                      |                         |                         |  |  |                               |                               |                               |                               |  |  |                                 |                                 |                                 |                                 |
|  | Salses                   | Salses                   |                                 |                     |                          |                          |                         | 45                      |                         |                         |  |  |                               |                               |                               |                               |  |  |                                 |                                 |                                 |                                 |
|  | Lyon-Villeurbanne        | Lyon-Villeurbanne        | 6                               | 6                   |                          |                          |                         |                         |                         |                         |  |  |                               |                               |                               |                               |  |  |                                 |                                 |                                 |                                 |
|  | Lyon-Villeurbanne        | Lyon-Villeurbanne        | 6                               | 6                   | Salses                   | Salses                   | 24                      | 24                      |                         |                         |  |  |                               |                               |                               |                               |  |  |                                 |                                 |                                 |                                 |
|  | Le 9 janvier 2005        |                          |                                 |                     | Salses                   | Salses                   | 24                      | 24                      |                         |                         |  |  |                               |                               |                               |                               |  |  |                                 |                                 |                                 |                                 |
|  |                          |                          | Villeneuve                      | Villeneuve          | 10                       | 10                       |                         |                         |                         |                         |  |  |                               |                               |                               |                               |  |  |                                 |                                 |                                 |                                 |
|  | Villeneuve               | Villeneuve               | Villeneuve                      | Villeneuve          | 10                       | 10                       | ?                       | ?                       |                         |                         |  |  |                               |                               |                               |                               |  |  |                                 |                                 |                                 |                                 |
|  | Villeneuve               | Villeneuve               |                                 |                     |                          |                          |                         | ?                       |                         |                         |  |  |                               |                               |                               |                               |  |  |                                 |                                 |                                 |                                 |
|  | ?                        | ?                        | ?                               | ?                   |                          |                          |                         |                         |                         |                         |  |  |                               |                               |                               |                               |  |  |                                 |                                 |                                 |                                 |
|  | ?                        | ?                        | ?                               | ?                   |                          |                          |                         |                         |                         |                         |  |  |                               |                               |                               |                               |  |  |                                 |                                 |                                 |                                 |
|  |                          |                          |                                 |                     |                          |                          |                         |                         |                         |                         |  |  |                               |                               |                               |                               |  |  |                                 |                                 |                                 |                                 |

## Finale - 2005
(mt : 10 - 8)
Points marqués :
- Union treiziste catalane : 5 essais de Murphy (19e), Frayssinous (23e), Verges (49e), Cologni  (53e), Mounis (68e) ; 4 transformations de Frayssinous (23e, 49e , 53e et 68e); 1 pénalité de Frayssinous (79e) ; 1 drop de Rinaldi (77e).
- Limoux : 2 essais de McKay (25e) et Nelson (45e), 1 transformation de Murcia (25e) ; 2 drops de Murcia (17e) et Jovani (38e).

Évolution du score : 0-1, 4-1, 10-1, 10-7, 10-8 (m.t.), 10-12, 16-12, 22-12, 28-12, 29-12, 31-12
Arbitre : Thierry Alibert
Spectateurs : 9 500
Composition des équipes :
- Union treiziste catalane : Renaud Guigue - Justin Murphy, Matt Bickerstaff, Steve Hall, Bruno Verges - Laurent Frayssinous (o), Julien Rinaldi (m) - Chris Beattie, David Berthezène, Adel Fellous, Aurélien Cologni, Jamal Fakir, Sean Rudder - Romain Gagliazzo, Grégory Mounis, Pascal Jampy, Julien Touxagas - Entraîneur : Steve Deakin
- Limoux : François Jovani - Sylvain Teixido, Boycie Nelson, Bryan Jellick, Scott Grix - Sébastien Planas (o), Mickaël Murcia (m)(c) - Tyrone Pau, Justin McKay, David Ferriol, Ben Laity, Philippe Laurent, Nicolas Piccolo - Guillaume Reffle, Mathieu Almarcha, Frédéric Teixido, John Vaigafa - Entraîneur : Thierry Dumaine